# Rozdólne (Crimea)
|  | Per a altres significats, vegeu «Razdólnoie». |

Rozdólne (ucraïnès: Роздольне, rus: Раздольное, Razdólnoie) és un assentament de tipus urbà (un possiólok) de la República Autònoma de Crimea a Ucraïna, que el 2021 tenia 7.124 habitants. Pertany al districte rural de Rozdólne.